# Trachyandra jacquiniana
Trachyandra jacquiniana är en grästrädsväxtart som först beskrevs av Schult. och Julius Hermann Schultes, och fick sitt nu gällande namn av Anna Amelia Obermeyer. Trachyandra jacquiniana ingår i släktet Trachyandra och familjen grästrädsväxter. Inga underarter finns listade i Catalogue of Life.